# Žitavany
Žitavany es un municipio del distrito de Zlaté Moravce en la región de Nitra, Eslovaquia, con una población estimada a final del año 2024 de 1804 habitantes.
Se encuentra ubicado al noreste de la región, a unos 120 km al este de Bratislava, cerca de la frontera con las regiones de Banská Bystrica y Trenčín.

## Demografía
| Año        | 1994 | 2004 | 2014    | 2024    |
| ---------- | ---- | ---- | ------- | ------- |
| Población  | 0    | 1818 | 1930    | 1804    |
| Diferencia |      | –    | +6,16 % | −6,52 % |

| Año        | 2023 | 2024    |
| ---------- | ---- | ------- |
| Población  | 1825 | 1804    |
| Diferencia |      | −1,15 % |